# Waterstam
Waterstam is een verzamelnaam voor een natie van mensen in de fictieve wereld van Avatar, een tekenfilmserie op Nickelodeon. Als een van de vier naties in deze wereld, is deze natie weer onderverdeeld in twee groepen, namelijk: de Noordelijke Waterstam en de Zuidelijke Waterstam. De Noordelijke Waterstam leeft op de Noordpool, en de Zuidelijke Waterstam op de Zuidpool. Verder is er nog een kleine menigte Waterstam-leden die leven in de moerassen van het Aarderijk. De Waterstammen bevatten mannen en vrouwen die kunnen Watersturen. Dit is de mystieke kracht van hydrokinese om water in je macht te hebben, en het dus ook te kunnen laten zweven, in ijs te laten veranderen en als aanvalstechniek gebruiken. Volgens oom Iroh zijn Watermeesters in staat om zich gemakkelijk uit lastige situaties te bevrijden, als er water in de buurt is. Watermeesters gebruiken de kracht van de tegenstander tegen henzelf.

## Uiterlijk
Etnisch gezien hebben Waterstamleden typisch licht- of donkerbruin haar, blauwe ogen en een iets donkere tint qua huidskleur. Typerend voor de Waterstam is blauwe kleding. Blauwe toga's, gewaden en broeken, met witte linten bij elkaar gebonden. In de Noordelijke Waterstam wordt donkerder blauw gedragen dan op de zuidelijke. Mannen mogen hun haar lang dragen, of in een paardenstaart (ook wel genoemd als 'krijger wolven-staart"). Vrouwen dragen hun haar in verschillende stijlen. Meestal dragen ze hun haar in een vlecht, of worden er elastiekjes gebruikt. Het komt zelden voor dat ze hun haar los dragen.
Blauwe ogen zijn veelvoorkomend bij de Waterstam. Hun cultuur is geïnspireerd op die van de Inuit en van de Indianen.

## Nationaal symbool
Het nationale symbool van de Waterstammen bestaat uit een sikkelvormige maan, zoals wij hem kennen van onze aarde, en uit drie golvende lijnen, daar wordt de zee mee uitgebeeld. Op de Zuidelijke Waterstam is dit symbool maar op één plek uitgebeeld, namelijk op de vlag van de wachttoren. Op de Noordelijke Waterstam komt het tientallen keren terug, maar vooral in de architectuur. Bijna elk huis op de Noordelijke Waterstam bevat dit logo, in de muur gehouwen, of geverfd.

## Regering
De Zuidelijke Waterstam heeft een tribale regering, die gebaseerd is op familie. De oudste zoon of dochter volgt zijn of haar vader/moeder op als stamhoofd. De Noordelijke Waterstam heeft veel weg van een monarchie, maar heeft de aspecten van een tribale regering, omdat het stamhoofd het staatshoofd is.
Mannen op de Noordelijke Waterstam kunnen jager, visser of krijger zijn. De vrouwen kunnen, in tegenstelling tot de mannen, maar één ding: huisvrouw zijn. De vrouwen zorgen voor de kinderen en doen het huishouden. Deze regels zijn lang niet zo streng op de Zuidelijke Waterstam. Op de Zuidelijke Waterstam kan en mag een vrouw zoveel Watersturen als ze wil. Maar als een vrouw dit op de Noordelijke Waterstam probeert, kan dat tot nare consequenties leiden. Op de Noordelijke Waterstam mogen vrouwen met behulp van Watersturing alleen mensen helen.

## Cultuur
De Waterstammen zijn ingedeeld in drie groepen, waarschijnlijk geordend naar hun geografie, en stijl qua Watersturing.
De Zuidelijke WaterstamDe Zuidelijke Waterstam bewoont de Zuidpool met als enige Watermeester Katara. Het Watersturen op de Zuidpool lijkt bijna te zijn uitgestorven, wat mede komt doordat een aantal van de mannen van de Zuidelijke Waterstam, hun thuis hebben verlaten om mee te vechten in de oorlog tegen de Vuurnatie. In 100 NSK komt Pakku samen met een groep van Watermeesters en genezers naar de Noordelijke stam om die weer op te bouwen.
Het dorpje groeide weer uit tot een stad, ook trouwde Pakku met Kanna de Oma van Sokka en Katara. In de tijd van Avatar Korra is de Zuiderstam weer een mooie en grote stad met omheen ligende dorpjes.
De Noordelijke WaterstamDe Noordelijke Waterstam bewoont de Noordpool, met een grote hoeveelheid Watermeesters. Op deze pool is hun Watersturing ook duidelijk te zien, er worden hele huizen gebouwd door middel van deze magische kunst. In tegenstelling tot hun zusterstam, doet deze stam niet mee aan de oorlog.
Deze twee stammen hebben het contact met elkaar verloren door de oorlog tegen de Vuurnatie. Het is, volgens Noordelijke Waterstam-leden, veiliger om op het eigen continent te blijven, en op die manier zo min mogelijk met de Vuurnatie in contact te komen.
Als laatste kennen we de:
MoerasstamDeze Waterstam is de minst bekende. De stam bestaat uit een aantal lieden, die een moeras midden in het Aarderijk bewonen. Hoewel ze minder bekend zijn, kennen ze Watersturingen die onbekend zijn aan andere stammen.

### Seizoen
Elk van de vier naties afzonderlijk is verbonden met haar eigen overheersende seizoen. Het overheersende seizoen van de Waterstammen is de winter. Er worden bijvoorbeeld meer baby's geboren van de Waterstam in de winter. Ook zijn de krachten van Watermeesters het grootst tijdens de winter, vanwege de lange nachten. Watermeesters staan 's nachts namelijk meer in het voordeel, door de kracht die de maan(geest) ze geeft.

### Nationaal erfgoed en keuken
Als inwoners van poolgebieden zijn de Waterstamleden erg afhankelijk van vooral de oceaan en de toendra. Zeefruit is een erg geliefde kost bij beide stammen, evenals krabben. Inktvissen kunnen worden gebruikt voor soep en hoofdgerechten, en zeewier wordt zelfs gebruikt voor koekjes en brood.
Zeehondenhuiden worden gebruikt om tenten mee te maken, met name op de Zuidelijke Waterstam. Andere huiden, zoals die van ijsberen, worden gebruikt om kleding en tapijten te maken. Maar deze komen er niet voor niets. De jagers gaan elke dag op pad om op dieren te jagen. Jagers en vissers van de Waterstammen zijn dan ook de beste op de wereld.

## Militie
De Waterstammen hebben een paar van de beste legers, beter dan Vuurnatie-legers of Aarde-legers. Dat komt mede doordat ze, volgens Iroh, de kracht van de tegenstander tegen hemzelf gebruiken. Naast Watermeesters kennen de Waterstamlegers ook krijgers.

### Krijgers
Alle volwassen mannen op de Noordelijke- en Zuidelijke Waterstam zijn goed opgeleid tot krijger. Hun wapens bestaan uit:
Boemerangs
Sperengemaakt van beenderen, worden ook gebruikt bij vissen
Zwaardengemaakt van walvisbeenderen, met walvistanden gedecoreerd
Waterstamkrijgers dragen zwarte en witte verf op hun gehele gezicht voordat ze het slagveld opgaan. Waterstamkrijgers van de Noordelijke Waterstam, allemaal gespecialiseerd in hun sturing, dragen maskers om hun mond en kaak te verhullen.
De beter georganiseerde Waterstamkrijger maakt gebruik van de wapens in de trainingszone van hun betreffende stam, die dient als wapenopslagplaats en raadkamer. Hij maakt ook gebruik van ijsbergen, waarop hij zich schuilhoudt en de wacht houdt voor vijandelijke schepen. De ijsbergen dienen eigenlijk als een eerste verdedigingslinie. Ze kunnen de beste Vuurnatieschepen tot zinken brengen. De ijsbergzones staan als gevaarlijk bekend, maar voor Watermeesters is het natuurlijk geen enkel probleem om deze zones te doorkruisen.
Terwijl de zusterstam van de Zuidelijke Waterstam het slachtoffer is van allerlei invallen, heeft de Noordelijke Waterstam de Vuurnatie maar liefst 85 jaar buiten weten te houden. Dat kwam door de sterke verdedigingsplannen van deze stam, en natuurlijk het ijzige landschap.
Twee jaar voordat de Avatar terugkeerde, zijn alle mannen van de Zuidelijke Waterstam vertrokken om mee te vechten in de oorlog. Ze lieten het dorpje achter zonder enige verdediging. De mannen worden weer teruggevonden in de aflevering De Guru, in de Chameleon Baai welteverstaan.

### Scheepvaart
Voor de invasie van de Vuurnatie ontwerpt de Mechanist vijf onderzeeboten, die zich voortbewegen door middel van Watersturen. De onderzeeërs zijn uitgerust met een periscoop en kunnen met behulp van Watersturen torpedo's afvuren. Daarnaast dienden de onderzeeërs als transport voor de gehele invasiemacht, die niet alleen bestond uit meesters en soldaten, maar ook uit tanks.
De onderzeeërs zijn gemaakt door de Mechanist, een inwoner van de Noordelijke Luchttempel. Het idee kwam van Sokka, die bij de Zuidelijke Waterstam hoort. Daardoor is het nog onduidelijk of ze bij het Aarderijk of bij de (Zuidelijke) Waterstam(men) horen. Formeel zouden ze bij de Waterstammen ingedeeld moeten worden, aangezien ze werken met Watersturing.
De boten van de Zuidelijke Waterstam lijken op kleine zeilscheepjes, die worden voortgedreven door de wind. Het schip wordt bediend door twee mannen. Een van hen bedient het grootzeil, de andere de andere zeilen. De schepen lijken meer op gedecoreerde scheepjes dan op echte oorlogsschepen.
Het meest voorkomende schip van de Noordelijke Waterstam lijkt op een catamaran. Het bestaat uit twee rompen, en wordt het meest gebruikt voor korte oceaan-tripjes, of om mensen door de vele kanaaltjes van de Noordelijke Waterstam te vervoeren. Hoewel hij niet is gemaakt voor lange reizen, is hij toch in staat om duizenden kilometers af te leggen.

## De Zuidelijke Waterstam

### Geschiedenis
De Zuidelijke Waterstam is gesticht als afsplitsing van de Noordelijke zusterstam. En is ontstaan toen een aantal waterstuurders, krijgers en genezers van de Noordelijke Waterstam naar het zuiden reisden om daar een nieuwe Waterstam op te richten onder leiding van verschillende stamhoofden. De Zuidelijke Waterstam groeide net zoals de Noordelijke Waterstam tot een aan een schakeling van dorpen met als bestuurlijk centrum een hoofdstad. Echter is daar tegen de door de Honderdjarige Oorlog tegen de Vuurnatie nog maar weinig van over, en is deze stad verwoest na de vele rooftochten van de Vuurnatie. Tijdens deze rooftochten richtte de Vuurnatie veel schade aan en ontvoerde zij de waterstuurders uit de stam. De bevolking raakte hierdoor machteloos tegen de vuurnatie en raakte gedecentraliseerd.
Twee jaar voor dat Katara en Sokka de Aang in de ijsschots vinden waren de mannen vertrokken om mee te vechten in de oorlog, en is het dorpje zonder enige verdediging achtergebleven. Nog steeds heeft het dorp geen enkele verdediging. Nadat de enige Watermeester, Katara, met haar broer Sokka en Avatar Aang naar de Noordpool zijn afgereisd, met. Hierdoor bleven alleen de alleen de ouderen, vrouwen van middelbare leeftijd en erg jonge kinderen op de Zuidpool achter. Maar nadat de Avatar de Noordpool heeft verlaten, zijn leden van de Noordelijke Waterstam, waaronder Pakku naar hun zusterstam afgereisd om deze weer helpen op te bouwen.

### Gewoontes
De Zuidelijke Waterstam heeft een unieke manier om jezelf te bewijzen, ijsvaren. Dit is een eerste test voor jongeren om zichzelf te bewijzen voor hun stam dat ze een echte krijger zijn. Als een stamlid 14 jaar wordt, trekt hij eropuit in een boot met zijn vader, en moet hij door ijsberg-wateren varen, en dan proberen de ijsbergen te ontwijken. Als de jongen slaagt, krijgt hij een teken op zijn voorhoofd van leiderschap, hij heeft immers het bevel gevoerd op het schip. Dit teken wordt ook wel het teken van de wijze genoemd. Het teken van moed wordt gegeven aan degene die de zeilen bedient van het schip. Als laatste kennen we nog het teken van vertrouwen, dit teken ontvang je wanneer je het roer bedient.
Er zijn situaties waarin iemand anders dan de vader meegaat. Om een voorbeeld te noemen: Sokka werd begeleid door een Waterstamlid, Bato een goede vriend van de vader van Sokka. Omdat in het gebied waar Sokka zich toen bevond geen ijsbergen waren, kon hij ijsvaren tussen scherpe rotsen, in de buurt van kliffen.
Op de Zuidpool spelen kleine kinderen vaak met pinguïns. Daar gaan ze dan opzitten en glijden dan een ijshelling af. De kinderen lokken de pinguïns door middel van vis.

### Bekende Plaatsen

#### Dorp
Het dorp, liggend aan de noordwestelijke kustlijn, wordt beschermd door een lage, cirkelvormige muur van sneeuw. Deze muur wordt onderbroken door een wachttoren, door Sokka gebouwd, en later vernietigd wordt door Zuko met zijn schip, en door een weg die leidt naar het zuiden. Binnen de muur staan, rond het kampvuur in het midden van het dorp, acht tenten, en tegen de oostelijke muur ligt een grote iglo. Kleinere versies hiervan liggen in of tegen de noordelijke muur aan. De kleine bevolking bestaat uit ± 23 mensen, waarvan 10 getrouwde vrouwen en ouderen. Er zijn ook nog 10 kinderen en een poolwolf als huisdier. We hebben ook nog Katara en Sokka. Hun oma is een wijze oude vrouw en verzorgde sokka en Katara toen ze nog jong waren hun moeder stierf en hun vader wegging

#### Scheepswrak
Westelijk van het dorp ligt een scheepswrak van de Vuurnatie. Dit schip zit vast in het ijs doordat de Watermeesters van de Waterstam ijs onder het schip stuurden. Daardoor werd dit schip overmeesterd. Het schip maakte deel uit van de allereerste aanval van de Vuurnatie, een eeuw geleden. Hoewel het schip verlaten is, zit het nog vol met boobytraps en vallen, die nog steeds werken. Dit is dan ook de reden waarom het dorp aan iedereen verbiedt om het schip te betreden. In de aflevering 'De poppenspeler', zie je dat Hama en een andere Watermeerster een Vuurnatieschip vastvriezen in ijs.

### Fauna
De Zuidpool is het thuisfront van een rijk aantal aan Antarctische fauna. Er leven verschillende pooldieren. Haar tijgerzeehonden zijn bruin met nog donkerbruinere strepen, en oren van een tijger. De IJsberen zijn een stuk kleiner en hebben een zwarte streep op hun rug. Pinguïns hebben vier flippers, en zijn verschrikkelijk onhandig op het land, hoewel ze in de zee fantastische zwemmers zijn. Ze zijn een kruising tussen een otter en een pinguïn, en worden vaak bereden door Waterstam-kinderen.

### Emancipatie
De Zuidelijke Waterstam heeft veel minder segregatie dan op de Noordelijke Waterstam, waar strenge regels gelden voor mannen en vrouwen. Hoewel er op de Noordelijke Waterstam een streng verbod is op Watersturende vrouwen, tenzij ze hun krachten gebruiken om te helen, heeft de vader van Katara aan haar beloofd een meester in het Watersturen te vinden voor haar.
Toch is er op de Zuidelijke Waterstam nog sprake van ongelijkheid van het geslacht. Sokka vindt bijvoorbeeld dat vrouwen maar thuis moeten zitten en niet met 'magisch water' moeten spelen, of hij kan er niet tegenop dat ze in de aflevering De strijders van Kyoshi gevangen worden genomen door een 'stel meiden'.

## De Noordelijke Waterstam
In tegenstelling tot de Luchtnomaden hebben de Watermeesters de hele oorlog lang de Vuurnatie buiten weten te houden. Dit komt mede door hun verdediging en het ijzige landschap. Gelegen op de kust van de Noordpool, met een hoge verdedigingsmuur van ijs en een toegangssysteem van kanalen, wat alleen te bedienen is met Watersturing, bevindt zich deze monarchie van de Noordelijke Waterstam. Deze stad, die enkele kilometers groot is, bevat, onder leiding van Arnook, paleizen, tempels, kanalen, huizen en een verborgen oase, waarin Tui en La leven, de oceaan- en de maangeest. Vol met majestueuze fonteinen en ijzige paden, wordt deze stad met haar kanalenstelsel bevaren door allerlei gondels.
Het ruige landschap komt erg goed van pas met de bescherming van de stad.
Huwelijken worden geregeld als een Waterstam-lid 16 jaar wordt. De bruid heeft over het huwelijk niks te zeggen. Verloofde vrouwen dragen een ketting met een blauwe steen, die ze van hun verloofde krijgen. Verder is het ten strengste verboden dat een vrouw Waterstuurt. In plaats van Watersturing te gebruiken voor gevechten, moeten de vrouwen leren helen.
Katara, opgegroeid op de Zuidelijke Waterstam, werd dan ook boos toen ze haar op de Noordelijke Waterstam geen les wilden geven in Watersturing. Omdat Aang wel les kreeg vroeg Katara hem of hij haar niet wilde leren wat hij geleerd had, Aang stemde maar toen ze bezig waren met de les werden ze betrapt door de leraar van Aang. Deze wou Aang na dit voorval niet meer lesgeven. Toen Katara een gevecht met hem wilde, en dat daarna ook had, ontdekte de leraar van Aang Katara’s grootmoeders verlovingsketting (Katara draagt de verlovingsketting van haar grootmoeder). De verlovingsketting was gemaakt door de leraar, maar dat het huwelijk nooit voltrokken is omdat haar grootmoeder gevlucht is naar de Zuidelijke Waterstam. Nadat de leraar dit ontdekte, wilde hij Katara (maar alleen Katara) ook leren Watersturen. Dit is de enige uitzondering op de regel.
Nu, zijn er schepen met Noordelijke Waterstam-leden naar de Zuidelijke Waterstam gestuurd om daar hulp te bieden, en zo het contact met hun zusterstam weer op te nemen.

### Bekende plaatsen

#### Tempel van het Stamhoofd
De Tempel van het Stamhoofd ligt op het hoogste punt van de hoofdstad van de Noordelijke Waterstam. Het is het bekendste gebouw in de stad, en het is dan ook makkelijk te herkennen. Het gebouw straalt de macht van de Noordelijke Waterstam uit. Hier is de plek waar het Stamhoofd woont en vergadert met verschillende stamleden.

#### Heling Hut
Hier leren Yugoda de Heler en andere Heel-leraressen aan jonge vrouwelijke Watermeesters hoe ze mensen zorgvuldig kunnen helen. Eerst wordt er geoefend op poppen, daarna pas op echte mensen.

#### Geestenoase
De geestenoase is een kleine oase in de buurt van de Tempel van het Stamhoofd, die je door een klein deurtje kunt bereiken. Dit is de rustigste, warme en exotische plek op de Noordpool en haar koude gebieden. Er wordt gezegd dat het de kracht van de oceaan- en de maangeest is die de oase warm houdt. De oase bevat een klein meertje, waarin een zwarte en een witte koikarper steeds maar in cirkels zwemmen. Deze karpers zijn de belichaming van de oceaangeest La en de maangeest Tui. Vooral de maangeest is van cruciaal belang voor de Waterstammen, daar zij de Watermeesters hun Watersturingskrachten geeft.
Er staat ook een ingang naar de geestenwereld. Elke maand, bij volle maan, leggen leden van de Waterstam offers neer onder de geestenpoort. Het eiland wordt ook gebruikt voor trouwceremonies.

## De Mistige moerasstam
De Moerasstam is een minder bekende Waterstam die in een mystiek moeras in het Aarderijk leeft. Dit moeras bestaat uit één boom, die het hart van het moeras vormt, en wiens wortels de basis van het moeras vormen. Hoewel de Moerasstam ook Watermeesters bevat, waren zijn onbekend aan de andere Waterstammen, totdat Katara, Sokka en Aang ze aantroffen in het moeras. De stam bevat toch erg sterke Watermeesters, zelfs Watermeesters die het vocht in planten kunnen buigen, en zo de plant kunnen laten bewegen. Hun eetgewoonte bestaat uit insecten uit het moeras, en verder hebben ze als huisdieren Katigators.
De Moerasstam gelooft ook dat al het leven op aarde met elkaar verbonden is. Deze filosofie leert de stam ook aan Aang.
De Moerasstam kent een andere stijl Watersturen dan hun noordelijke en zuidelijke zusterstammen. Deze stam kan bijvoorbeeld het vocht in planten buigen, zodat de planten bewegen. Met hun veel wildere en ruwere stijl Watersturen dan hun noordelijke zusterstam, waardoor ze hun boten sneller kunnen laten gaan dan de catamaranachtige boten op de Noordelijke Waterstam.
De Moerasstam is afkomstig van de Zuidelijke Waterstam. Een deel van de Zuidelijke Waterstam trok naar het noorden, en toen ze een moeras in het Aarderijk vonden, werd dit hun nieuwe woonplaats.